# 闽中语

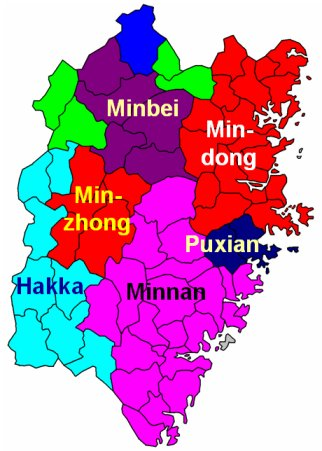
福建方言分布图

闽中语，又称闽中话，是通行於福建省中部山区部分县市的一種閩語。使用闽中语的人群主要分布在三明市市区（三元区、沙县区）及其管辖下的永安市。在中国大陆，闽中语被当做汉语的一种方言，因此又被称为闽中方言。
闽中语可以分为三明话（旧称三元话）、永安话、沙县话（沙陽方言）三种方言。古代以沙县话为代表方言，目前则以永安话为代表方言。闽中语使用人口低於100萬，是闽语支中使用人数最少、适用范围最窄的一种語言。

## 历史
闽中语脱胎自闽北语。1452年，沙县人邓茂七起兵反抗明朝统治，后被朝廷镇压。为加强对当地的管理，析沙县南部设立永安县。此后，沙溪上游有了进一步开发。现在的永安市、三元区和沙县区一带，由于特殊的地理环境和社会生活，所说的语言与闽北语的差异逐渐变大，以至于难以互相通话，从而形成了闽中语。
闽中语流行的范围比较窄，仅流通于三明市区、永安、沙县三地，相对于四周的语言是弱势语言。自20世纪50年代起，外省和操其他闽语的大量人口流入三明，使闽中语受到巨大冲击。再加上三明市政府大力推广普通话的影响，今日能够流利使用闽中语的人已经为数不多。

## 音韵体系
闽中语三个方言音韵体系不尽相同，它们都有17个声母和6个声调，差别主要体现在韵母的发音和声调的实际音值上。在两字拼合组成一个词时，可能发生“连读变调”的现象，即前一个字因后一个字的声调而发生声调变化，后字则一律不变调。各方言都有各自的连读变调规律，但不尽相同。三明话则是快说变调、慢说不必变调。
| 方言   | 永安話 | 三明話 | 沙縣話 |
| ------ | ------ | ------ | ------ |
| 聲母數 | 17     | 17     | 17     |
| 韻母數 | 41     | 37     | 36     |
| 聲調數 | 6      | 6      | 6      |

閩中語各方言的聲調不論數量還是種類皆相同，唯各方言聲調的實際音值不同。
| 各方言的調值 | 陰平 | 陽平 | 陰上 | 陽上 | 去聲 | 入聲 |
| ------------ | ---- | ---- | ---- | ---- | ---- | ---- |
| 永安話       | 52   | 33   | 21   | 54   | 35   | 13   |
| 三明話       | 553  | 41   | 21   | 213  | 33   | 12   |
| 沙縣話       | 33   | 31   | 21   | 53   | 24   | 212  |

闽中语声母系统同闽南语比较接近，次浊声母m、n、ng只在鼻化韵前出现，如同口元音相拼要念成b、l、g。韵母方面，和闽南语相同，有鼻化元音，而闽东语、闽北语都没有鼻化元音。但除鼻化元音外，只有一个鼻音韵尾，沙县为-ng，永安为-m。跟福州话及厦门话只有一套塞擦音不同的是，闽中语区别舌尖前和舌葉音。此外闽中语有入声调无入声韵，入声通常不带塞音韵尾。
闽中语各方言与闽南语的泉州话是闽语中少数几种能够将上声区分阴阳的方言。

## 外部連結
- 福建方言分布图 （页面存档备份，存于）
- Min Dialect Classification （页面存档备份，存于）
- 闽中语ISO代碼 （页面存档备份，存于）